# Cronologia de la història de Catalunya
Els articles de la Viquipèdia referents a la Història de Catalunya, tant al nord com al sud dels Pirineus, estan agrupats en les següents etapes de la Història de Catalunya. A partir de 1659 se separen les línies històriques del sud i del nord fruit del Tractat dels Pirineus. La cronologia inclou, fins al 1714 els fets més destacables de tots els territoris de la Corona d'Aragó per situar-ho en el context històric, i a partir d'aquesta data, únicament els referents a ambdues parts de Catalunya.

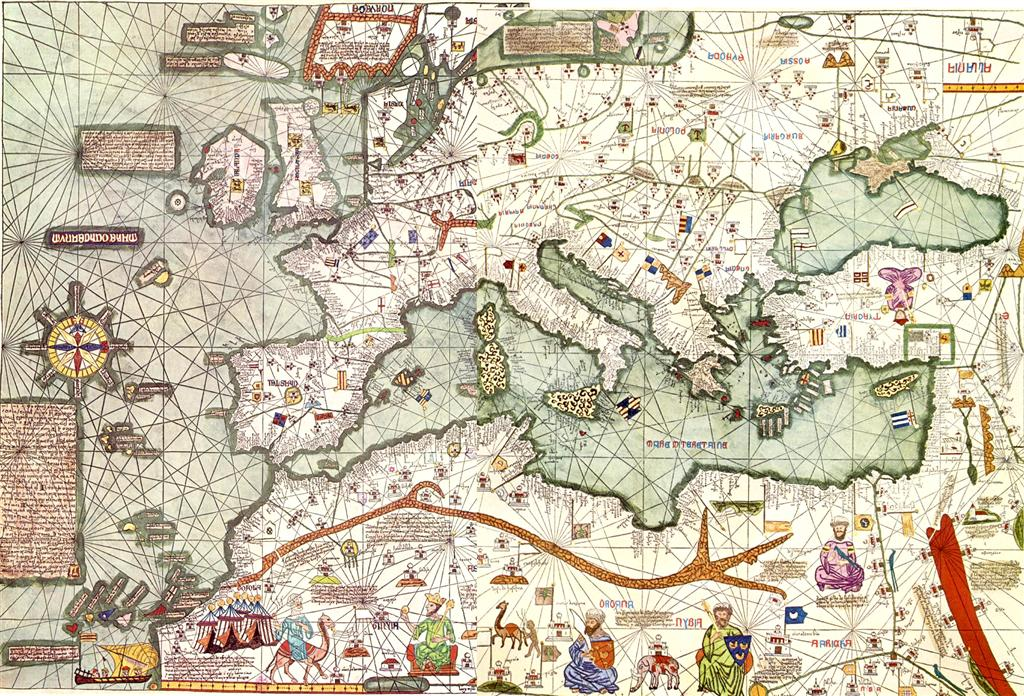
Atles Català de la Corona d'Aragó, datat de l'any 1375 i obra de Cresques Abraham

1. Història geològica de Catalunya

## Antigor
Etapa compresa des de la Prehistòria fins als inicis de la conquesta carolíngia (759 - 801).
1. La Prehistòria a Catalunya
2. La cultura ibèrica (s. VI aC - 218 aC)
3. El procés de romanització (218 aC-413 dC)
  1. Segona Guerra Púnica. Conquesta romana d'Empúries (218 ac)
  2. Hispania Citerior (217 aC)
  3. Hispania Tarraconensis (29 aC)
4. Els visigots (413-v 720)
  1. Visigots federats a Catalunya (413 - 475)
  2. Regne de Tolosa (475-507)
    1. batalla de Vouillé (507)

  3. Regne de Narbona (507-526)
  4. Regne de Barcelona (526-548)
  5. Regne de Toledo (548-725)
5. Conquesta musulmana de Catalunya (v 720-finals s. VIII)
  1. Revolta berber del Valiat de l'Àndalus (742 - 743)
  2. Revolta iemenita del Valiat de l'Àndalus (745 - 755)
  3. Independència de l'Emirat de Qurtuba (755 - 784)

## Edat mitjana de Catalunya
1. Alta edat mitjana
  1. La conquesta carolíngia (759 - 801)
    1. Conquesta de Girona (785)
    2. Setge de Girona (793)
    3. Conquesta de Barshiluna (801)

  2. Marca Hispànica (segles viii - x)
  3. Procés d'independència dels francs (879 - 987)
    1. Ràtzia de 982
    2. Destrucció de Barcelona (985)

  4. Conquesta de la Catalunya Nova
    1. Unió dinàstica reial (1137). Matrimoni de Ramon Berenguer IV amb Peronella d'Aragó
    2. Conquesta de Tortosa (1148).
    3. Conquesta de Lleida (1149).
    4. Setge de Miravet (1152).
    5. Conquesta de Siurana (1153 - 54), darrer enclavament musulmà a Catalunya
    6. Pau i Treva de Déu (1173).
    7. Tractat de l'Emparança (1175). Incorporació de la Vall d'Aran a la Corona.

  5. Batalla de Muret (1213). Final de l'expansió catalana a Occitània
2. Baixa edat mitjana
  1. Conquesta de Mallorca (1229 - 1230)
    1. Batalla de Portopí (1229)
    2. Setge de Madîna Mayûrqa (1229)

  2. Conquesta del Balad Balansiya (1233 - 1245)
    1. Setge de Borriana (1233)
    2. Batalla del Puig de Santa Maria (1237)
    3. Conquesta de la ciutat de Balansiya (1238)
    4. Tractat d'Almirra (1245) Fixació fronterera de l'expansió peninsular.
    5. Revoltes mudèjars al Regne de València (1244 - 1277)
    6. Setge de Montesa (1277), darrer enclavament musulmà al Regne de València

  3. Tractat de Corbeil (1258). Fixació de la frontera nord.
  4. Conquesta del Regne de Múrcia (1265-1266) en auxili del rei Alfons X de Castella. Repoblació amb mainades catalanes a Alacant, Oriola i Múrcia.
  5. Creació del Regne de Mallorca (1276)
    1. Tractat de Perpinyà (1279) Jaume II de Mallorca es declara vassall de Pere el Gran

  6. Setge de Balaguer (1280). Final de les rebel·lions feudals
  7. Expedició a Tunis (1282 - 1286). Conquesta de Gerba i Quèrquens.
  8. Guerra de Sicília (1282-1289)
    1. Vespres Sicilianes (1282). Incorporació del Regne de Sicília a la Corona.
    2. Pau d'Anagni (1294). Sicília torna a mans angevines. Incorporació de Sardenya i Còrsega a la Corona.
    3. Tractat de Caltabellota (1302). El Regne de Sicília torna a la corona.

  9. Croada contra la Corona d'Aragó (1283 - 1285)
    1. Invasió d'Aragó (1283)
    2. Invasió de la Vall d'Aran (1283)
    3. Revolta de Berenguer Oller (1285)
    4. Batalla naval de les Formigues (1285)
    5. Batalla del coll de Panissars (1285)

  10. Confiscació del Regne de Mallorca (1285)
    1. Assalt al castell d'Alaró (1285)
    2. Pau d'Anagni (1294). Jaume II de Mallorca recupera el regne.

  11. Conquesta d'Albarrasí (1284). Incorporació del Senyoriu a la Corona.
  12. Conquesta de Menorca (1287)
  13. Conquesta del Regne de Múrcia (1296-1304)
    1. Setge d'Alacant (1296)
    2. Sentència Arbitral de Torrelles (1304)
    3. Tractat d'Elx (1305). S'incorporen els territoris al nord de la riba del Segura.

  14. Batalla del Cefís (1311). Els ducats d'Atenes i Neopàtria s'incorporen a la Corona (1310 - 1388)
  15. Batalla de Llucmajor (1349). El Regne de Mallorca és annexionat a la Corona d'Aragó.
  16. Guerra dels Dos Peres (1356 - 1375)
    1. Tractat d'Almazán S'acaben les discordies entre les corones de Castella i Aragó i es restableix la frontera

  17. Unió d'Aragó (1348 - 1349)
    1. batalla d'Épila (1348)

  18. Unió de València (1348 - 1349)
    1. batalla de Mislata (1348)

  19. Guerra dels armanyaguesos (1389 - 1390)
3. El Compromís de Casp (1412)
4. Els Trastàmara (1412-1516)
  1. Revolta del comte d'Urgell (1413)
  2. Guerra dels Infants d'Aragó (1429 - 1445)
  3. Conquesta del Regne de Nàpols (1442)
  4. Guerra civil catalana (1462 - 1472)
  5. Segona revolta remença (1485 - 1486)

## Edat moderna
Comprèn des de la mort de Ferran II el Catòlic (1516) fins a l'inici de la Guerra del Francès (1808 - 1814) al Principat, i fins a l'esclat a la Revolució Francesa (1789 - 1815) a la Catalunya del Nord
1. Els Àustries (1516 - 1700)
  1. Revolta de les Germanies (1519 - 1523)
  2. Setge de Perpinyà (1542). Fracassat intent francès de conquerir el Rosselló.
  3. Any de sa Desgràcia (1558). Destrucció de Ciutadella pels otomans
  4. Expulsió dels moriscos (1609 - 1610)
  5. Guerra dels Trenta Anys (1618 - 1648)
    1. Setge de Salses (1639)
    2. Setge de Salses (1640)

  6. La Guerra dels Segadors (1640 - 1659)
    1. Corpus de Sang (1640)
    2. Proclamació de la República Catalana per Pau Claris (1641)
    3. Batalla de Montjuïc (1641)
    4. Setge de Tarragona (1641)
    5. Caiguda de Lleida (1644)
    6. Caiguda de Barcelona (1652)
    7. El Tractat dels Pirineus (1659)

  7. Revolta dels Barretines (1687 - 1689)
  8. Guerra dels Nou Anys (1688 - 1697)
    1. Batalla de Torroella (1694)
    2. Captura francesa de Barcelona (1697)
    3. Tractat de Ryswick. Catalunya torna a sobirania de Carles II (1697)
2. Els Borbons absolutistes i la repressió
  1. Revolta dels Angelets de la terra (1669 - 1674)
3. La Guerra de Successió (1700 - 1714) 
  1. Carles III coronat a Barcelona (1705)
  2. Batalla d'Almansa (1707)
  3. Batalla d'Almenar (1710)
  4. Tractat d'Utrecht (1713) per donar fi als conflictes provocats per la Guerra de Successió Espanyola que no és acceptat a Catalunya
  5. Setge de Barcelona (1714)
4. Els Decrets de Nova Planta (1716)
5. Els Borbons absolutistes i la repressió
  1. Guerra Gran (1793 - 1795)

## Història Contemporània de Catalunya (sud)
1. 1. La Guerra del Francès (1808 - 1814)
  2. Guerra dels Malcontents (1827)
2. L'establiment de l'estat liberal 
  1. Primera guerra carlina (1833 - 1840)
  2. Desamortització de Mendizábal (1836)
  3. Segona guerra carlina (1846 - 1849)
  4. Revolució de 1868
  5. Pacte de Tortosa (1869)
  6. Tercera guerra carlina (1872 - 1876)
  7. Primera República Espanyola (1873 - 1874)
  8. Bases de Manresa (1892)

## Història Contemporània de Catalunya (nord)
1. Revolució Francesa (1789)
2. Primera República Francesa (1792 - 1804)
  1. Convenció Nacional: 1792 - 1795
    1. Guerra Gran (1793 - 1795)

  2. Directori francès: 1795 - 1799
    1. Cop d'estat del 18 de brumari (1799)

  3. Consolat francès: 1799 - 1804.
3. Primer Imperi Francès (1804 - 1814)
  1. Les Guerres Napoleòniques
    1. Batalla de Trafalgar (1805)
    2. Batalla d'Austerlitz (1805)
4. Restauració (1814 - 1848)
  1. Batalla de Waterloo (1815)

## El segle XX a Catalunya sud
Entre el naixement del catalanisme polític (1898) i tercera restauració borbònica (1975).
1. Mancomunitat de Catalunya (1914 - 1923)
2. La dictadura de Primo de Rivera (1923 - 1930)
  1. Fets de Prats de Molló (1926)
3. La Segona República (1931 - 1939)
  1. Proclamació de la República Catalana per Francesc Macià
  2. Estatut de Núria impulsat pel coronel i president, Francesc Macià el (1932)
  3. Fets del sis d'octubre. Proclamació de la República Catalana per Lluís Companys (1934)
4. La Guerra Civil espanyola (1936-1939)
  1. Batalla de l'Ebre (1938)
  2. Ocupació franquista de Catalunya (1939)
5. La dictadura de Francisco Franco (1939-1975)
  1. La retirada d'alguns exiliats catalans a França (1939 - 1941)
  2. Participació dels exiliats a la Segona Guerra Mundial (1939 - 1945)
  3. Afusellament del President Companys (1940)
  4. Els Maquis. Invasió de la Vall d'Aran (1944)

## Tercera Restauració Borbònica a Catalunya sud (des de 1975)
1. Transició espanyola (1975-1982)
  1. Llei per la Reforma Política (1976)
  2. Restabliment de la Generalitat (1977). Govern de Josep Tarradellas i Joan (1977-1980)
  3. Constitució Espanyola de 1978.
  4. Estatut d'Autonomia de Catalunya de 1979.
2. Comunitat Autònoma
  1. Els governs de Jordi Pujol (1980-2003)
  2. El govern de Pasqual Maragall (2003-2006)
    1. Estatut d'Autonomia de Catalunya de 2006.

  3. El govern de José Montilla (2006-2010)
    1. Manifestació «Som una nació. Nosaltres decidim»

  4. El govern d'Artur Mas (2010-2016)
    1. Manifestació "Catalunya, nou estat d'Europa"